# Michael Abdow
Michael Abdow (Springfield, 2 dicembre 1976) è un chitarrista statunitense, noto come membro della progressive metal band Fates Warning.

## Carriera

### Gli inizi e il periodo con i Fates Warning
Iniziò l'attività di musicista nel 2002, in piccole band della zona. Dopo una lunga gavetta, viene messo sotto contratto dalla Shredguy Records, con la quale nel 2010 incide il suo primo album, Native Alien.
Nel 2017 viene chiamato da Jim Matheos a far parte della storica band progressive metal Fates Warning, e negli anni successivi collabora con Ray Alder.

## Discografia

### Solista
- 2010 - Native Alien
- 2011 - Eso
- 2013 - Life Symbolic

### Con i Fates Warning
- 2020 - Long Day Good Night

### Collaborazioni
- 2019 - Ray Alder - What the Water Wants